# (316186) Kathrynjoyce
(316186) Kathrynjoyce est un astéroïde de la ceinture principale.

## Description
(316186) Kathrynjoyce est un astéroïde de la ceinture principale. Il fut découvert le 19 mai 2010 aux États-Unis par le programme WISE. Il présente une orbite caractérisée par un demi-grand axe de 2,63 UA, une excentricité de 0,28 et une inclinaison de 10,0° par rapport à l'écliptique.

## Compléments